# Philippinische Versammlung

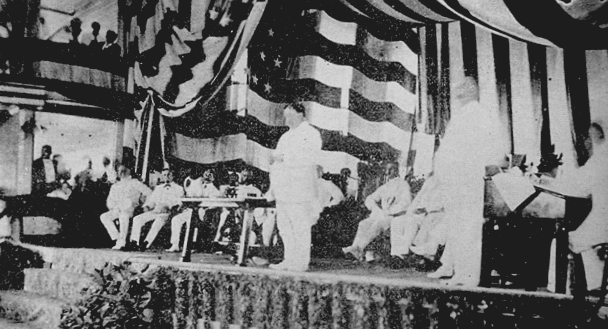
William Howard Taft während seiner Rede vor der Versammlung

Die Philippinische Versammlung wird auf den Philippinen das erste frei gewählte Unterhaus, der von der Philippinen-Kommission adressierten ersten Wahlen nach dem Ende des philippinisch-amerikanischen Krieges für eine zu konstituierenden zivilen Zweikammer-Legislative, bezeichnet. Die Philippinen-Kommission bildete in diesem System das Oberhaus. Für die Philippinische Versammlung wurden insgesamt 80 Parlamentssitze vergeben.

## Vorgeschichte
Während des philippinisch-amerikanischen Krieges wurden von der Schurman-Kommission Empfehlungen ausgearbeitet, um die nun neue Kolonie schnellstmöglich von der militärischen Verwaltung des Archipels zu einer zivilen Kolonialverwaltung zu überführen, dazu gehörte auch die Bildung einer Zweikammer-Legislative. Diese Vorschläge sollte die Taft-Kommission ab dem Jahr 1900 umzusetzen. Nach der Auflösung der unabhängigen Ersten Philippinischen Republik im Jahr 1901 wurde von William Howard Taft eine Zensus-Erhebung in Auftrag gegeben. Diese Erhebung wurde im Jahr 1903 durchgeführt und 1905 veröffentlicht. Es wurden 104.996 registrierte Wähler gelistet. Voraussetzungen zur Wahlberechtigung war die Vollendung des 23. Lebensjahres und die Fähigkeit lesen und schreiben zu können. Analphabeten und Frauen waren von der Wahl ausgeschlossen.

## Wahl vom 30. Juni 1907
Die Wahl zur Philippinischen Versammlung wurden am 30. Juni 1907 durchgeführt. Es wählten insgesamt 98.251 Personen, was einer Wahlbeteiligung von über 90 % entsprach. Es bewarben sich eine Vielzahl von Parteien für die Parlamentssitze, unter anderem die Nacionalista Party, die Progresistas und die Independientes. Die Nacionalista gewann 31 Sitze (Plus Manuel Quezon der als unabhängiger Kandidat antrat); die Independientes 20 Sitze; die Progresistas 16 Sitze; die Immediatistas 7 Sitze und andere kleinere Parteien konnten fünf Sitze gewinnen.

## Die philippinische Versammlung
Die Einführung der Philippinischen Versammlung fand am 16. Oktober 1907 in der Manila Grand Opera House statt. Extra angereist aus den Vereinigten Staaten war William Howard Taft, der damals das Amt des Kriegsministers der USA bekleidete und eine Rede zur Eröffnung der Philippinischen Versammlung hielt. Auch der General-Gouverneur der Philippinen Smith hielt eine Rede und der Bischof Jose Barlin sprach ein feierliches Gebet. Zum Sprecher der Versammlung wurde Sergio Osmeña gewählt. Da keine Partei die Mehrheit im Haus bei der Wahl erreichen konnte, wurden unterschiedliche Bündnisse geschlossen um die Gesetzesvorhaben zu verabschieden. Einige gewählte Mitglieder der Versammlung waren bereits beim Malolos-Kongress vertreten, dieses waren Pedro Paterno, Felipe Agoncillo, Leon Ma. Guerero, Aguedo Velarde und Alberto Barretto. Von den 80 Mitgliedern der Versammlung waren 48 Juristen.
Die erste philippinische Versammlung arbeitete, bis der Philippine Autonomy Act 1916 in Kraft trat. Es entstand das Philippinische Legislative genannte Parlament, das aus Senat und Repräsentantenhaus bestand und dessen Mitglieder nur Filipinos waren. Dieses System wurde 19 Jahre beibehalten bis durch die Gründung des Commonwealth der Philippinen 1935, der Commonwealth-Kongress entstand.